# Hinacourt
Hinacourt é uma comuna francesa na região administrativa de Altos da França, no departamento de Aisne. Estende-se por uma área de 3,09 km². Em 2010 a comuna tinha 26 habitantes (densidade: 8,4 hab./km²).